# Selenkiella malayense
Selenkiella malayense is een zeekomkommer uit de familie Phyllophoridae.
De wetenschappelijke naam van de soort werd in 1954 gepubliceerd door Svend Geisler Heding & Albert Panning.